# Hood scoop

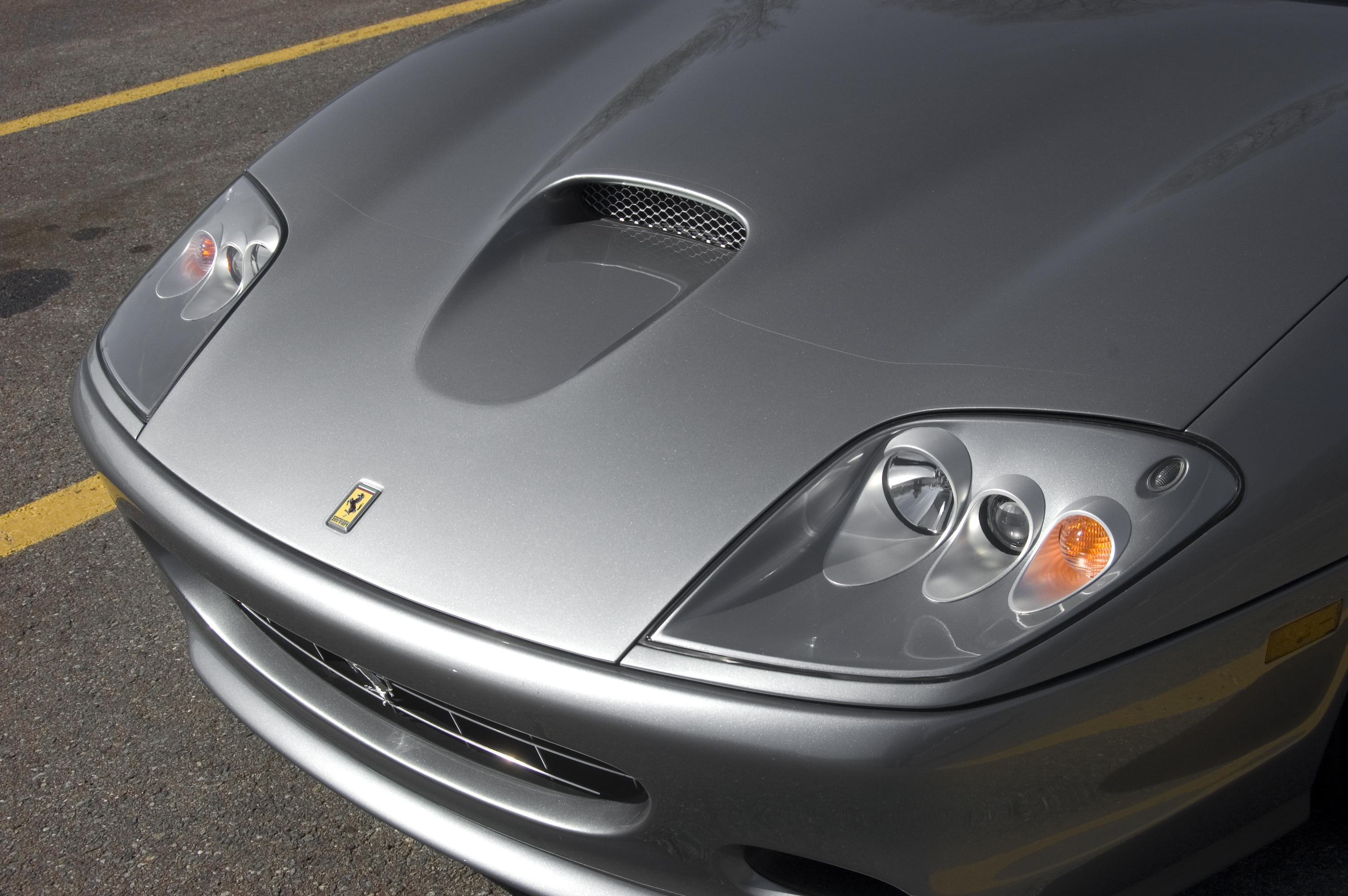
Dettaglio del hood scoop di una Ferrari

L'Hood scoop, a volte chiamata anche air scoop o airscope sulle vetture di Formula 1, è un componente posizionato sul cofano di un veicolo a motore che consente a un flusso di aria esterno di entrare direttamente nel vano motore. Ha una sola apertura nella parte anteriore ed è chiuso su tutti gli altri lati. La sua funzione principale è quella di consentire di far arrivare un flusso diretto di aria al motore, da qui la necessità di essere sollevato e rialzata rispetto al piano del cofano, in modo tale da canalizzare efficacemente l'aria nel vano motore. Può anche essere chiusa o finta, e quindi utilizzata puramente come elemento decorativo.

## Funzioni
Nella maggior parte dei veicoli moderni, i motori a combustione interna "respirano" (ovvero prelevano aria per la sua combustione) con l'aria presente sotto il cofano o l'aria convogliata da sotto il paraurti anteriore attraverso dei tubi di plastica e gomma. Le alte temperature di esercizio nel vano motore provocano all'aria di aspirazione (che è di circa 28 °C) un incremento della sua temperatura rispetto a quella ambientale, e di conseguenza essa è meno densa. La presenza di tale presa d'aria del cofano può fornire al motore direttamente l'aria esterna, che si presenta più fredda e di conseguenza più densa, con ciò che fa aumentare le prestazioni e la potenza del motore attraverso una migliore combustione della miscela aria-benzina.

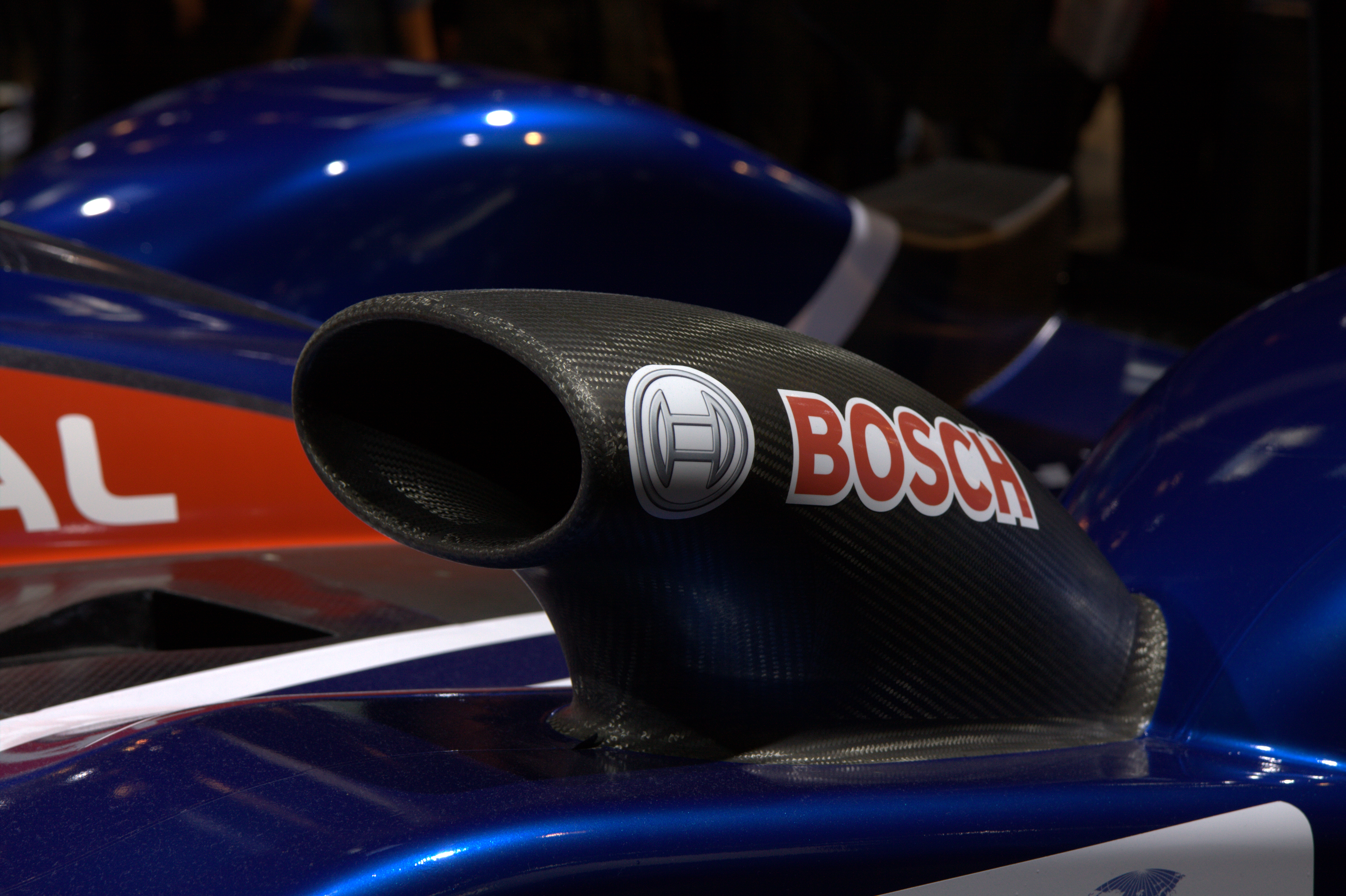
Air scoop di una vettura endurance

Alle velocità stradali più elevate o alle alte velocità che si generano nelle competizioni motoristiche, l'hood scoop può aumentare la velocità e la pressione con cui l'aria entra nel motore, creando una sorta di effetto di sovralimentazione. Tali effetti sono tipicamente percepiti solo a velocità
molto elevate, rendendolo utile principalmente per le competizioni.

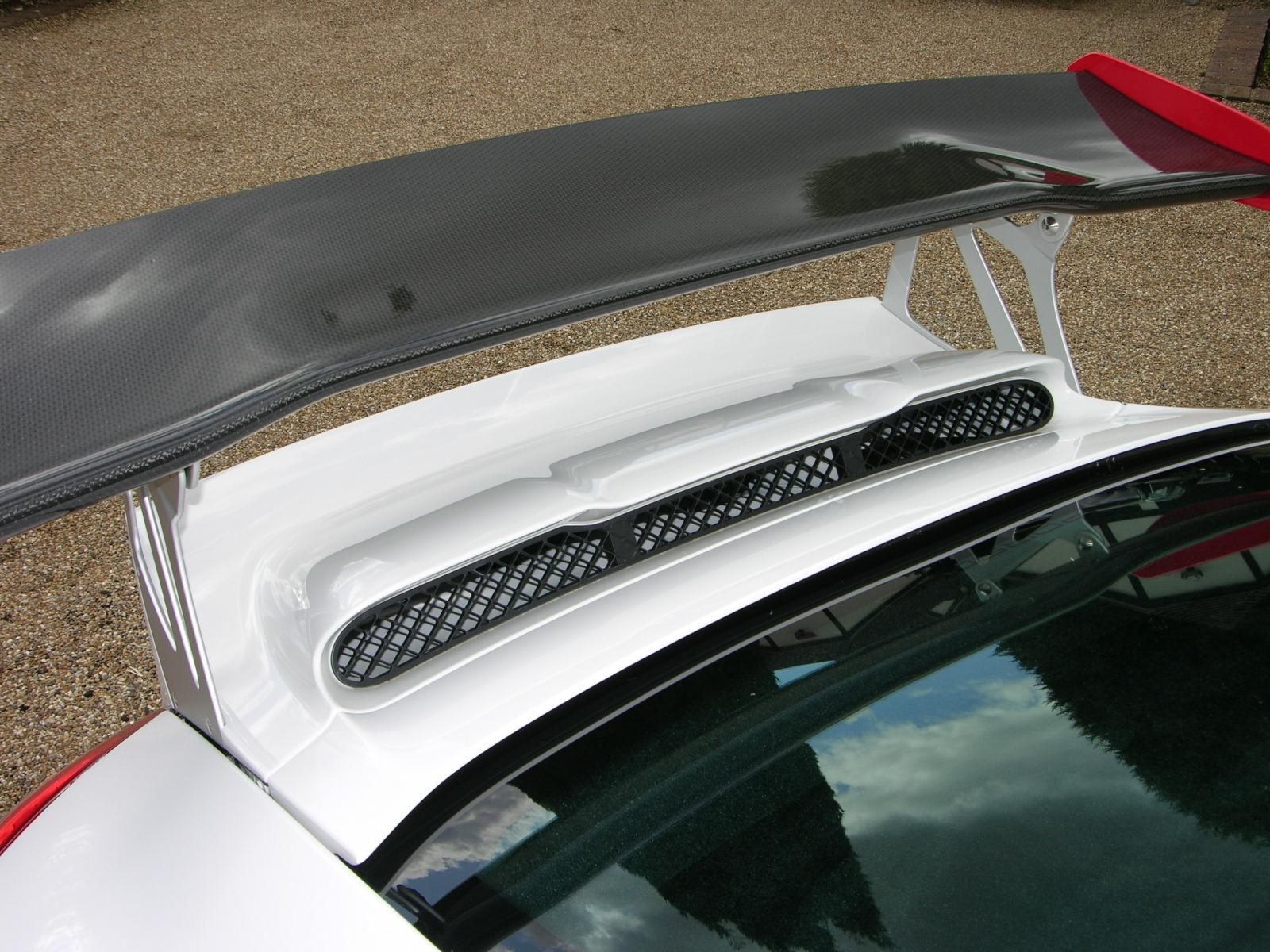
Hood scoop di una Porsche

Alcuni motori con turbocompressore o compressore sono anche dotati di intercooler montati sulla parte superiore del propulsore per ridurre la temperatura e aumentare la densità dell'aria ad alta pressione prodotta dal compressore. La canalizzazione dell'aria esterna al intercooler (che è uno scambiatore di calore simile ad un radiatore) avviene attraverso una hood scoop che aumenta la sua efficacia, fornendo un significativo miglioramento della potenza.